# La Revolución de Mayo (película)
La Revolución de Mayo es una película de Argentina sin sonido y en blanco y negro, dirigida por Mario Gallo sobre su propio guion que se estrenó el 23 de mayo de 1909 en el teatro Ateneo de la esquina de Corrientes y Maipú y que tuvo como protagonistas a actores profesionales entre los que se encontraba Eliseo Gutiérrez. El filme se refiere a los acontecimientos sucedidos en Buenos Aires en mayo de 1810 conocidos como la Revolución de Mayo, si bien contiene fallas e inexactitudes como la presencia de San Martín, una licencia artística del director o la visión en el extremo derecho del cuadro de la persona que sostiene el telón.

## Producción
El director Mario Gallo, un italiano que había llegado a la Argentina en 1905 comenzó a filmar en 1909 y realizó la primera película con argumento de Argentina si bien las opiniones de los estudiosos no son coincidentes en cuanto a su orden temporal. La versión tradicional de Pablo C. Ducros Hicken investigador e historiador especializado en cine, la prioridad fue de El fusilamiento de Dorrego estrenado el 24 de mayo de 1908. Otros investigadores fechan su rodaje dos años después, lo que significaría que la primera película sería La Revolución de Mayo de 1909.

## Valoración
Algunos estudiosos ven en la obra fílmica de Gallo la influencia de la corriente del Film d'Árt, que desde 1908 intentaba en Francia la primera aproximación al cine como arte, para alejarlo del mero espectáculo de feria, y que tuvo su primera expresión en El asesinato del Duque de Guisa, filme que tuvo además la particularidad de ser el primero en contar con música original, expresamente solicitada por su director el francés André Calmettes, compuesta por el septuagenario Camille Saint-Saëns para ser ejecutada en vivo durante la proyección.
En La Revolución de Mayo se puede apreciar que su lenguaje está emparentado con el del cine francés de su tiempo: la acción es eminentemente teatral, los decorados pintados en telones (el Cabildo flamea al soplar el viento), la cámara toma el lugar de un espectador y la narrativa queda a cargo de las placas con leyendas, funcionando la imagen a la manera de la ilustración de un texto.

## Restauración del filme

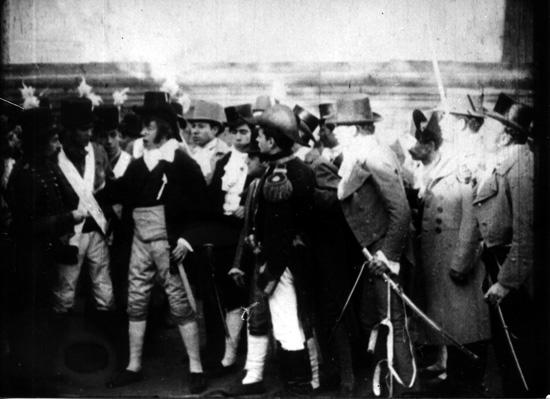
Fotograma restaurado de La revolución de mayo

Originalmente la copia conservada por la Cinemateca Argentina estaba rodada en soporte nitrato de 35 mm, y por ende altamente inflamable y fue transferida en 1955 a un soporte 16 mm. En la empresa Cinecolor Argentina se reparó físicamente la copia para permitir su escaneado, que luego fue restaurado digitalmente por el Equipo de Restauración y Retoque Digital integrado por Milagros Cimadevilla, Juan Ignacio Bousquet Archivado el 17 de agosto de 2021 en Wayback Machine. y María Victoria Mateu, quienes estabilizaron la imagen, arreglaron los cuadros dañados, limpiaron defectos y elimininaron el flickeo. Más adelante se restauraron y rearmaron las placas usando como base los originales para reemplazar las letras dañadas o inexistentes, se dosificó imagen para emparejar las diferencias de luminancia y contrastes de los distintos planos del cortometraje, y se imprimieron 2 negativos, uno para que pueda ser proyectado en una sala comercial y otro que respeta el formato original de captura, esto quiere decir 35mm con la imagen en el total de la película, de perforación a perforación, en formato 1.37:1 así respetando el nitrato original capturado por Mario Gallo en 1909. La copia obtenida no presenta los saltos esperables por las huellas del tiempo ni la falta de estabilidad debida a diversos factores: ser rodada a una velocidad inferior de cuadros por segundo y, fundamentalmente, a manivela.
En el año 2016 con motivo del Bicentenario de la Independencia se realizó una segunda restauración a cargo de la empresa Gotika a pedido del Instituto Nacional de Cine y Artes Audiovisuales. Se realiza una nueva corrección de color, estabilización, eliminación de rayas y manchas partiendo del negativo escaneado.

## Reparto
- Eliseo Gutiérrez
- César Fiaschi